# Campeonato Mundial de Patinaje Artístico sobre Hielo de 1974
El LXIV Campeonato Mundial de Patinaje Artístico se realizó en Múnich (R.F.A.) entre el 5 y el 10 de marzo de 1974 bajo la organización de la Unión Internacional de Patinaje sobre Hielo (ISU) y la Unión Alemana de Patinaje sobre Hielo. 

## Resultados

### Masculino
| Puesto | Nombre          | País                          | Puntos |
| ------ | --------------- | ----------------------------- | ------ |
| Oro    | Jan Hoffmann    | República Democrática Alemana | 11     |
| Plata  | Sergei Volkov   | Unión Soviética               | 26     |
| Bronce | Toller Cranston | Canadá                        | 27     |

### Femenino
| Puesto | Nombre           | País                          | Puntos |
| ------ | ---------------- | ----------------------------- | ------ |
| Oro    | Christine Errath | República Democrática Alemana | 12     |
| Plata  | Dorothy Hamill   | Estados Unidos                | 15     |
| Bronce | Dianne de Leeuw  | Países Bajos                  | 27     |

### Parejas
| Puesto | Nombre                            | País                          | Puntos |
| ------ | --------------------------------- | ----------------------------- | ------ |
| Oro    | Irina Rodnina / Alexandr Zaitsev  | Unión Soviética               | 9      |
| Plata  | Liudmila Smirnova / Alexei Ulanov | Unión Soviética               | 21     |
| Bronce | Romy Kermer / Rolf Österreich     | República Democrática Alemana | 25     |

### Danza en hielo
| Puesto | Nombre                                 | País            | Puntos |
| ------ | -------------------------------------- | --------------- | ------ |
| Oro    | Liudmila Pakhomova / Alexandr Gorshkov | Unión Soviética | 9      |
| Plata  | Hilary Green / Glyn Watts              | Reino Unido     | 18     |
| Bronce | Natalya Linichuk / Gennadi Karponosov  | Unión Soviética | 28     |

## Medallero
| Núm. | País                          | Oro | Plata | Bronce | Total |
| ---- | ----------------------------- | --- | ----- | ------ | ----- |
| 1    | Unión Soviética               | 2   | 2     | 1      | 5     |
| 2    | República Democrática Alemana | 2   | 0     | 1      | 3     |
| 3    | Estados Unidos                | 0   | 1     | 0      | 1     |
| 3    | Reino Unido                   | 0   | 1     | 0      | 1     |
| 5    | Canadá                        | 0   | 0     | 1      | 1     |
| 5    | Países Bajos                  | 0   | 0     | 1      | 1     |
|      | TOTAL                         | 4   | 4     | 4      | 12    |

| Predecesor: Checoslovaquia 1973 | Campeonato Mundial de Patinaje Artístico sobre Hielo 1974 | Sucesor: Estados Unidos 1975 |

- Datos: Q556576